# ژاک لیپشیتس
ژاک لیپشیتس (به فرانسوی: Jacques Lipchitz) (۲۲ اوت ۱۸۹۱ — ۲۶ مه ۱۹۷۳) پیکره‌ساز فرانسوی زاده روسیه و پیرو مکتب کوبیسم بود.

## نگارخانه

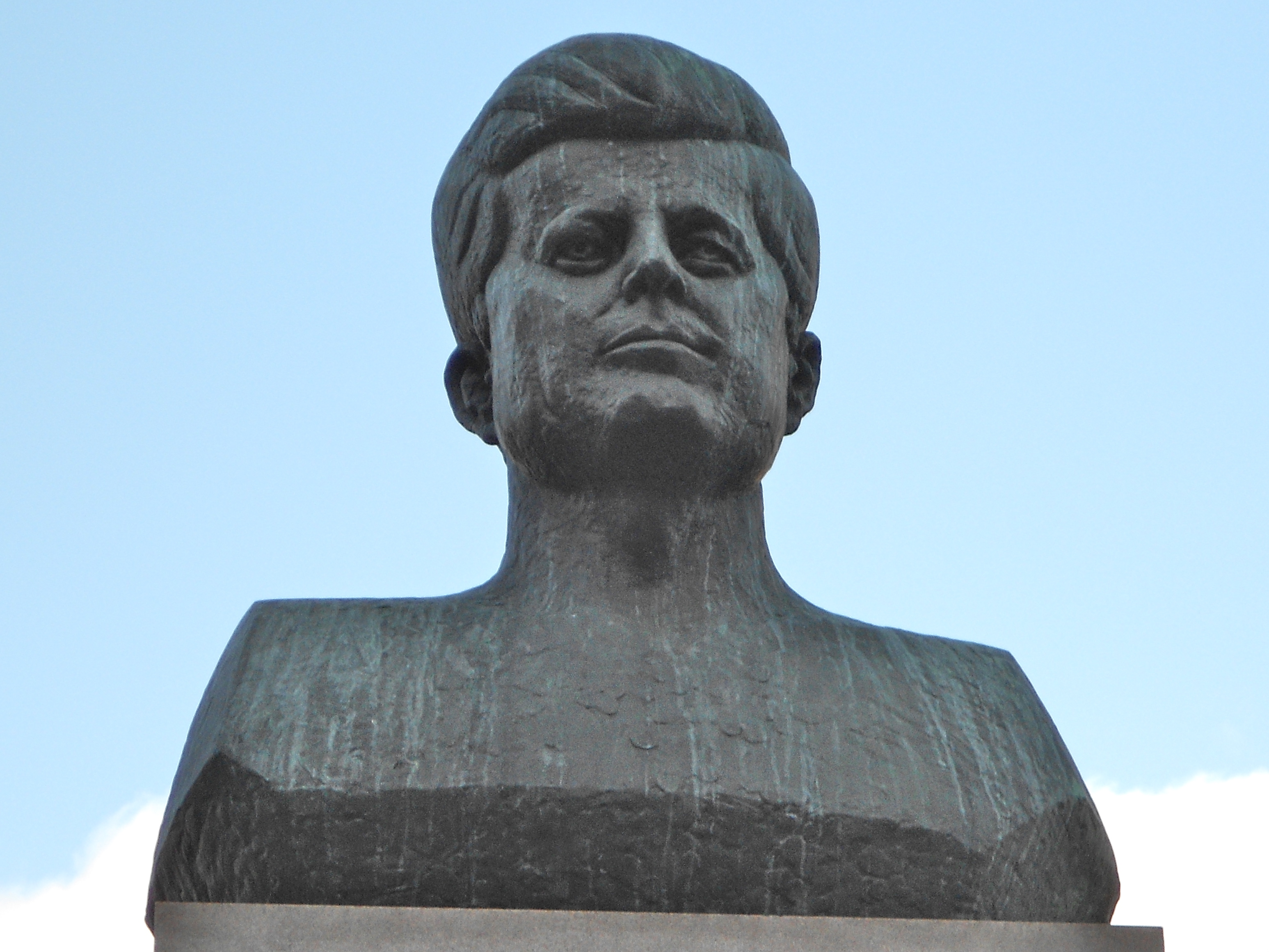
بالاتنه جان اف کندی
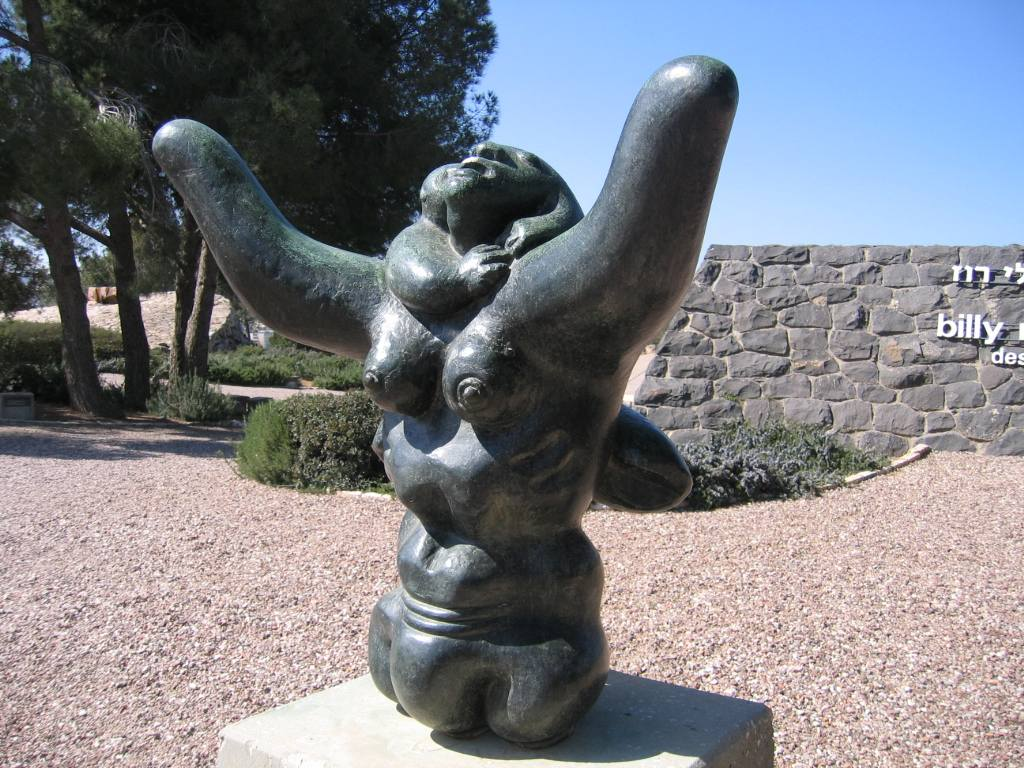
پیکره مادر و فرزند ۲، ۱۹۴۱-۴۵، اورشلیم، اسرائیل
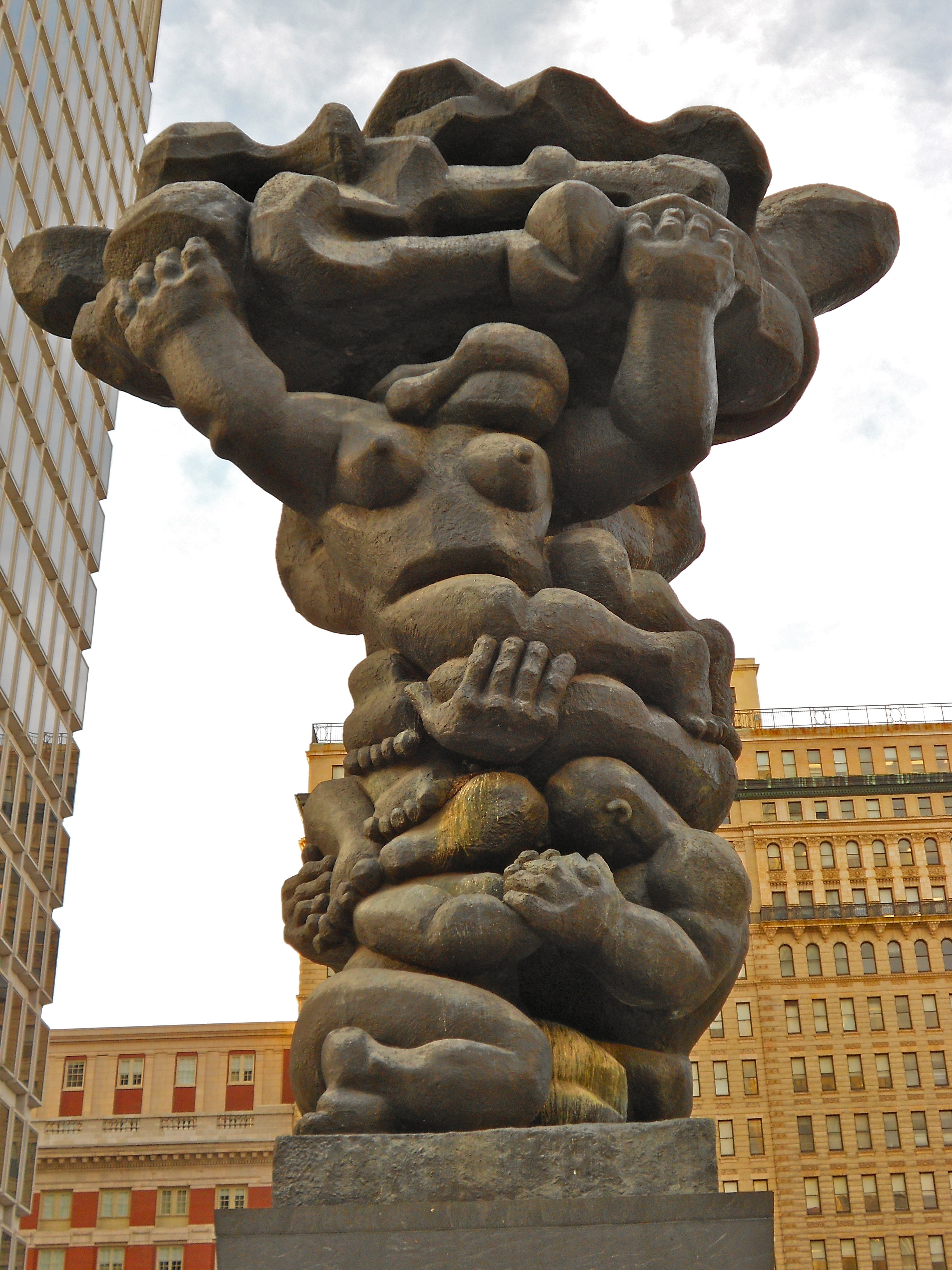
حکومت مردم، فیلادلفیا، آمریکا
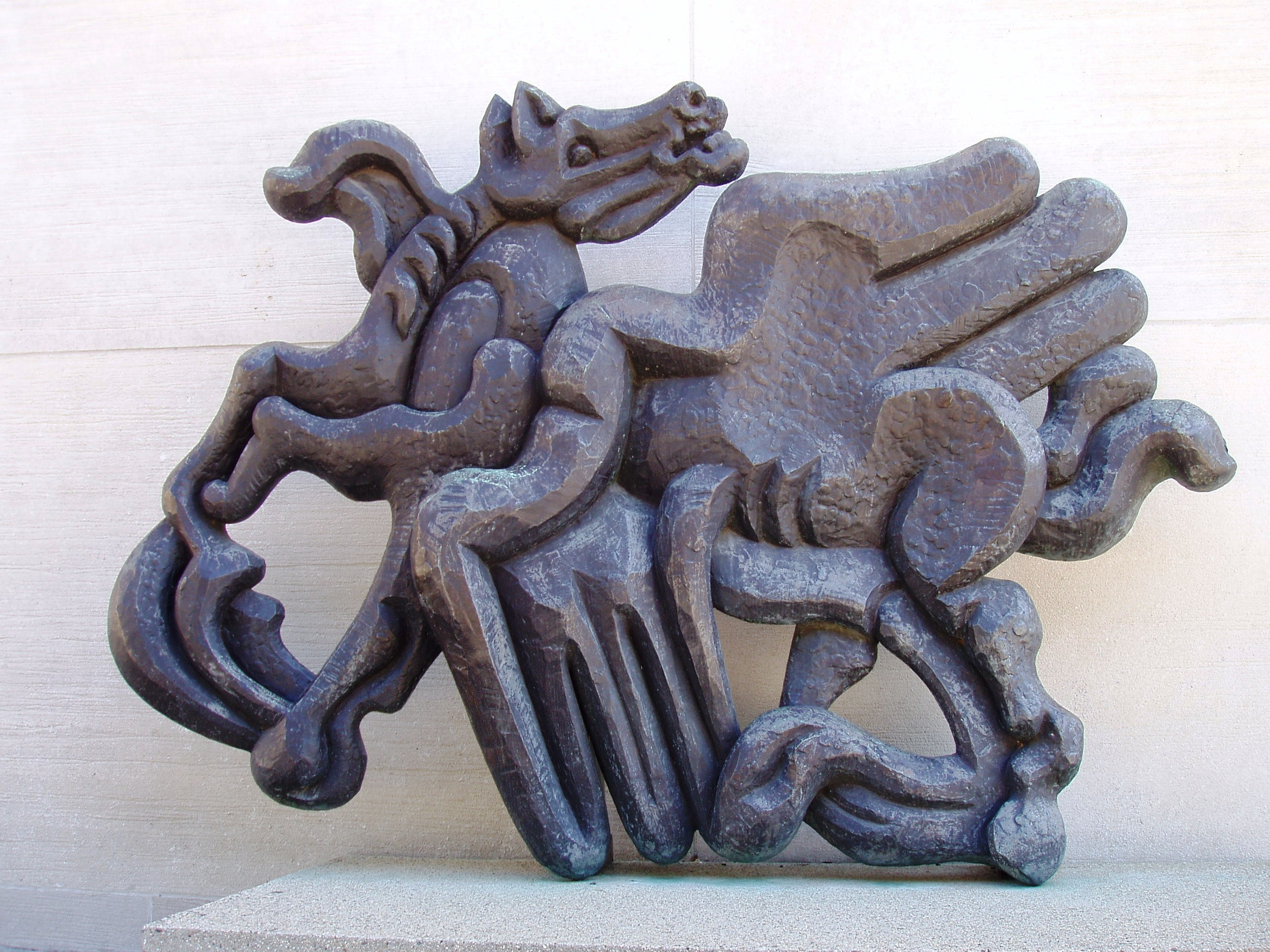
زایش موز، ۱۹۴۴-۱۹۵۰، در مجموعه مؤسسه فناوری ماساچوست